# 小行星12294
小行星12294（12294 Avogadro）是一颗绕太阳运转的小行星，为主小行星带小行星。该小行星于1991年8月2日发现。

## 轨道参数
小行星12294的轨道半长轴为2.3710296 UA，离心率为0.120。